# Изоляция (фонд)
Арт-фонд «Изоляция» — арт-центр, созданный в Донецке в 2010 году на территории бывшего завода изоляционных материалов.

## История
Арт-фонд «Изоляция» основала в 2010 году Любовь Михайлова, дочь последнего советского директора завода изоляционных материалов, который находился на этой территории. После распада СССР завод остановился, поскольку оказалась разрушена вся инфраструктура, в которую он был вписан.
В первые годы работы в «Изоляции» было реализовано более 20 арт‑проектов. Здесь работали мировые звезды современного искусства: Цай Гоцян, Даниэль Бюрен, Борис Михайлов, Ольга Киселева, Рафаэль Лозано‑Хэммер, а также почти все перспективные молодые украинские художники: Жанна Кадырова, Саша Курмаз, Apl315, Роман Минин, Иван Светличный, Гамлет Зинькивский и другие.
Деятельность фонда уже в апреле 2013 года подвергалась нападкам со стороны донецких сепаратистов, пытавшихся сорвать проходивший на территории фонда всеукраинский семинар общественных организаций: «у нас в донецкой республике не пройдут эти штучки», — заявил прессе представитель пикетчиков.
9 июня 2014 года территория арт-фонда была захвачена силами Донецкой народной республики: как отмечала газета «День»,

для так называемой ДНР и для тех, за кто за ней стоит, совершенно очевидным было убрать с пути то, что дает развитие, мышление, поиск и, в конце концов, свободу.

По данным отчёта организации Немецко-Русский обмен и Медийной инициативы за права человека, на территории арт-фонда с июня 2014 года расположился батальон ДНР «Восток», а в помещениях образована тюрьма, где содержали пленных и гражданских заложников.
Значительная часть коллектива фонда вынуждена была переселиться в Киев, где продолжила свою деятельность масштабным коллективным проектом инсталляций в публичном пространстве «Захват» (укр. Захоплення), куратором которого стал американский художник Клеменс Пул.
В 2019 году украинские ультраправые попытались сорвать лекцию об ультраправых движениях Украины, проходившую на площадке «Изоляции» в Киеве[значимость факта?].

## Известные проекты
- 2011 — аудио-визуальный проект «ЗвукоИзоляция»
- 2011 — программа фото-резиденций «Переменная облачность»
- 2011 — арт-проект «Цай Гоцян — 1040 метров под землей»

## Галерея

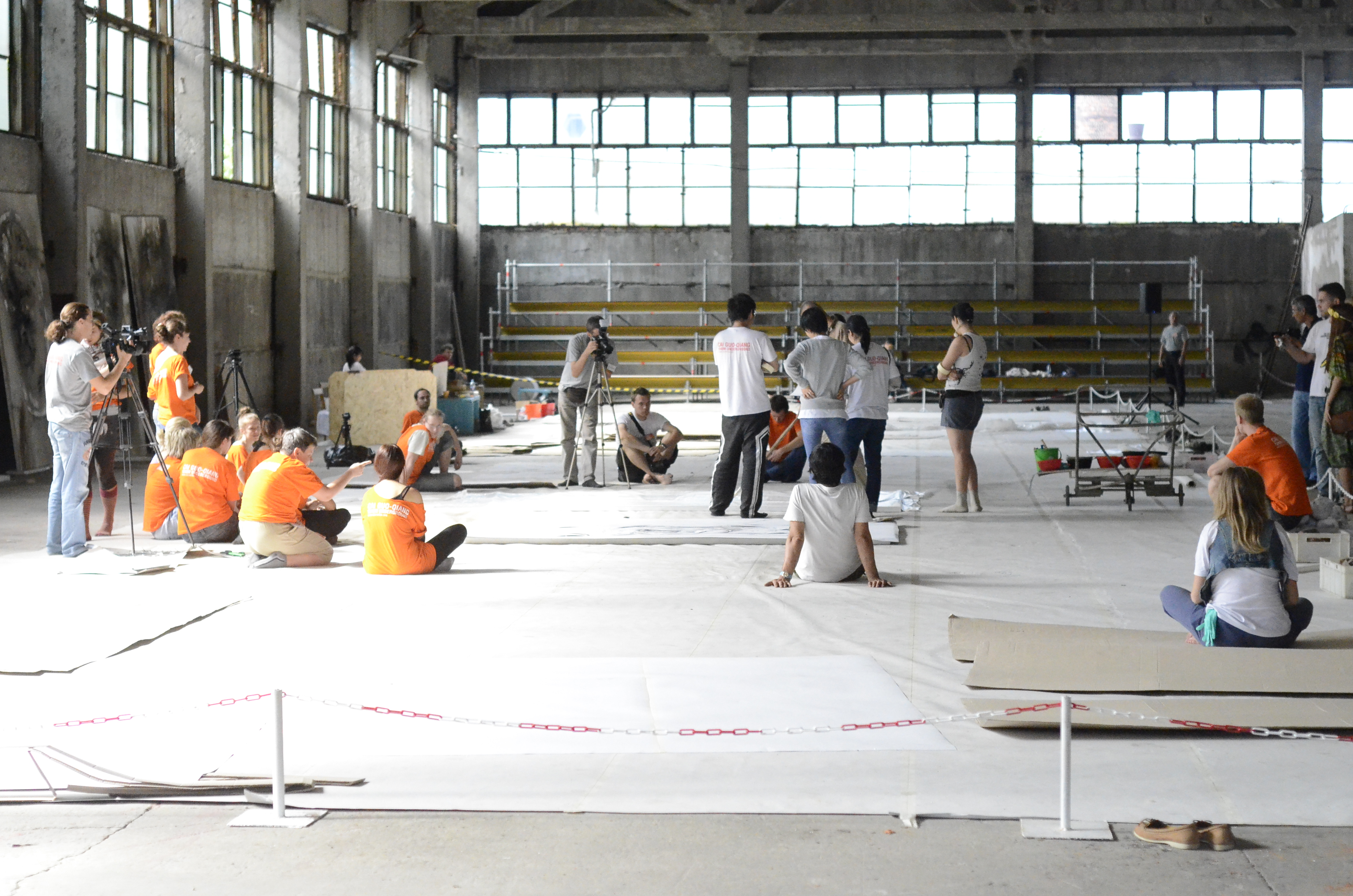
Цай Гоцян в ходе работы над своим проектом
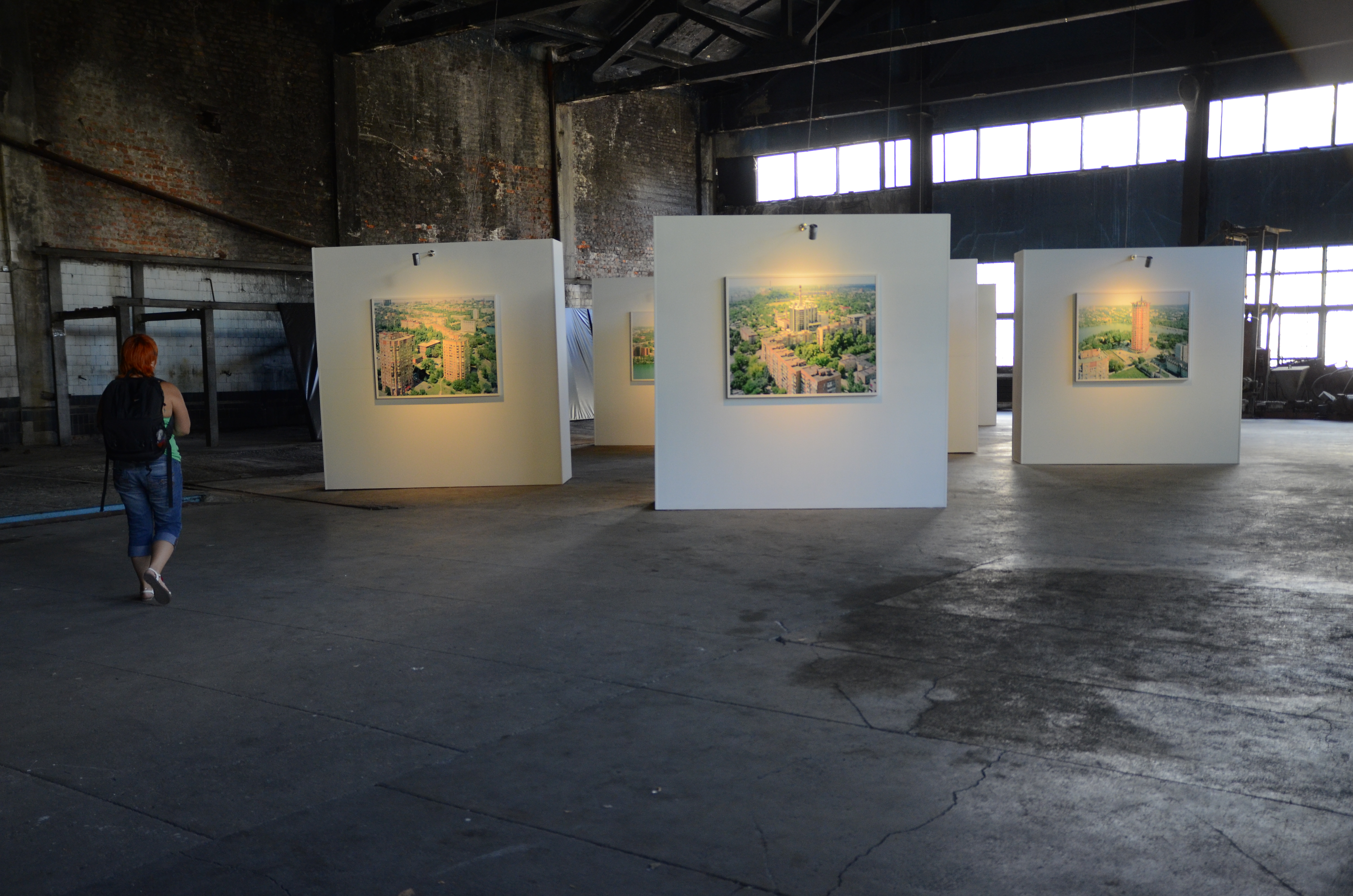
Фонд «ИЗОЛЯЦИЯ. Платформа культурных инициатив», июль 2012
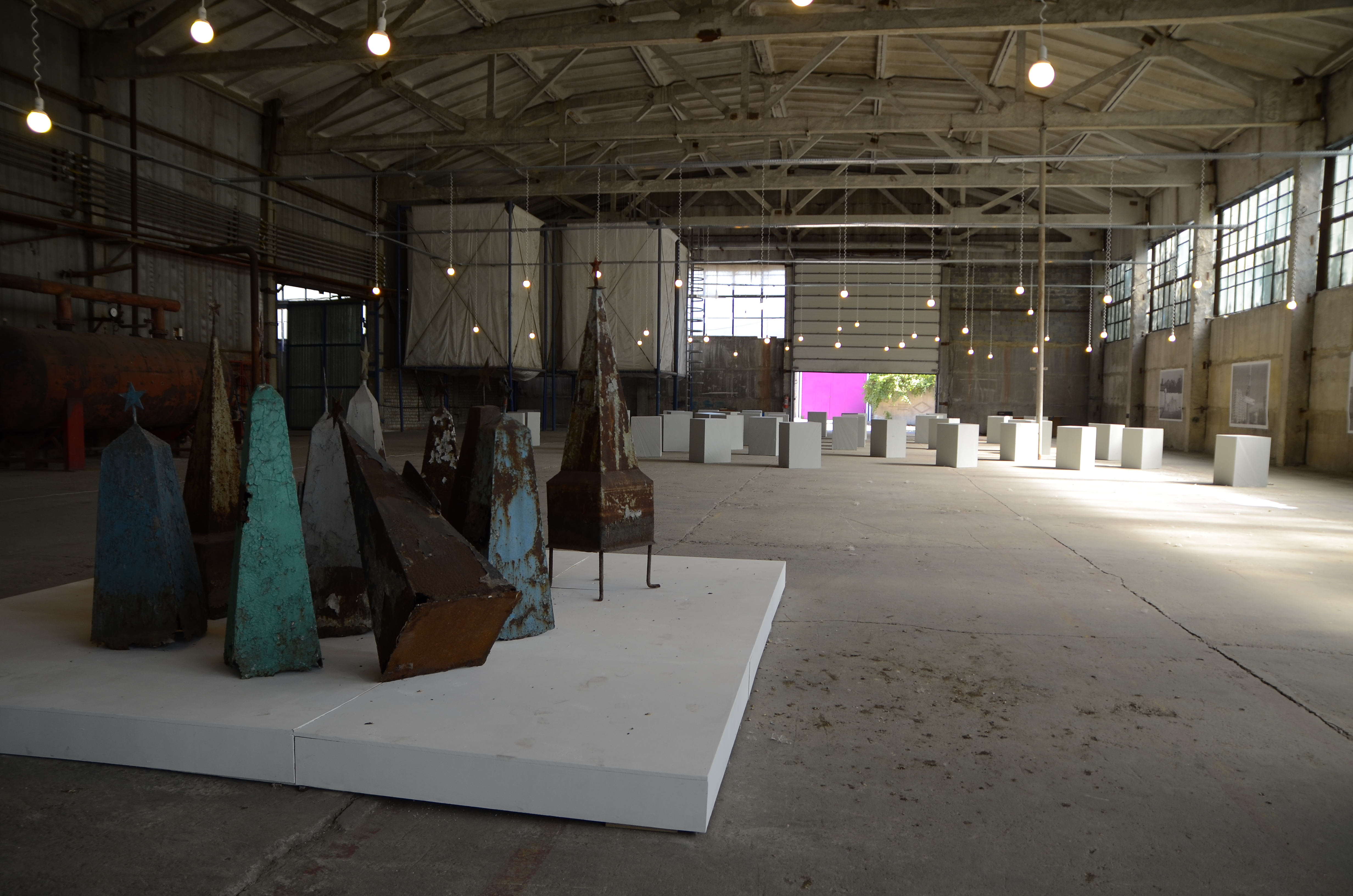
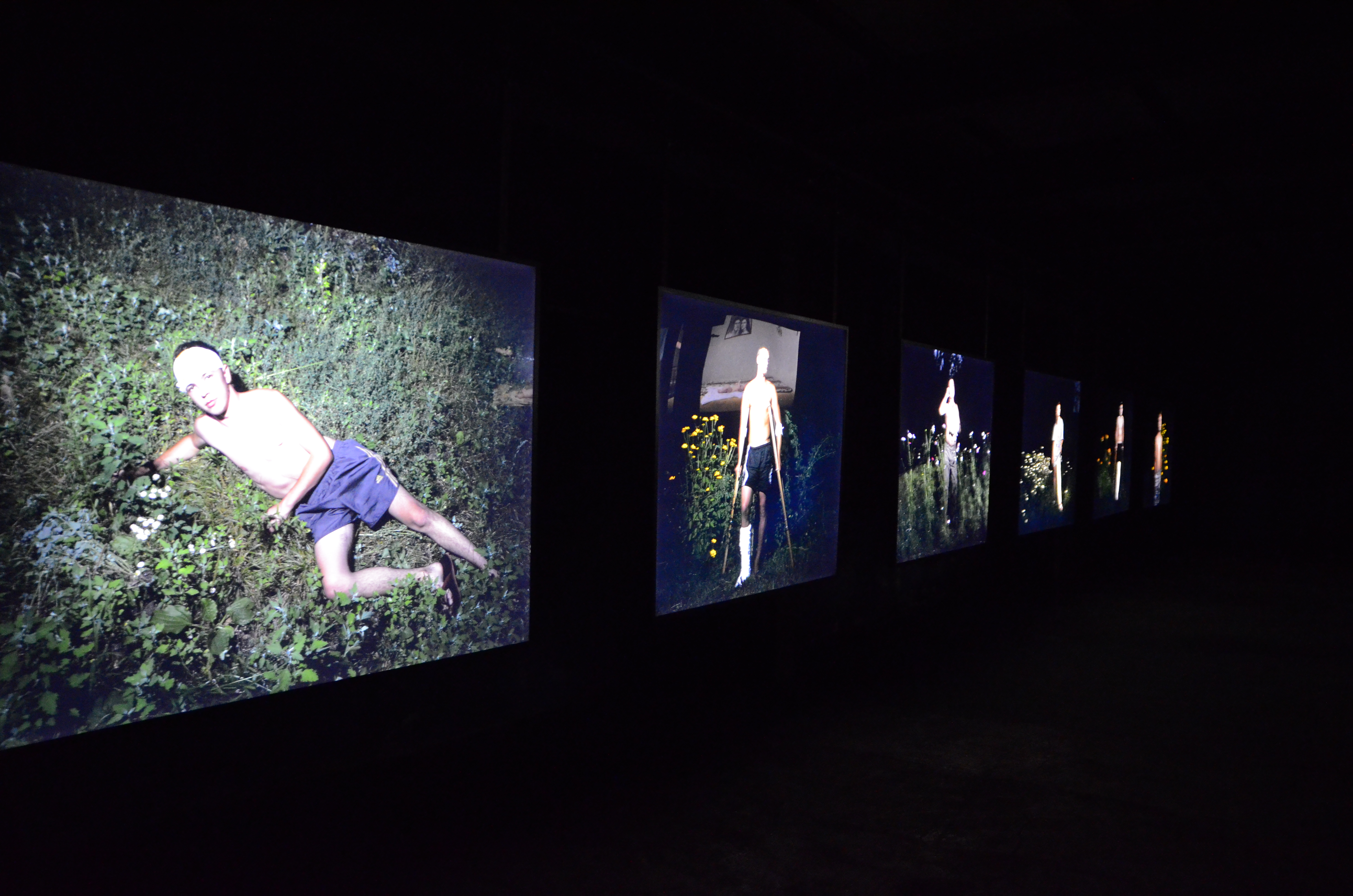
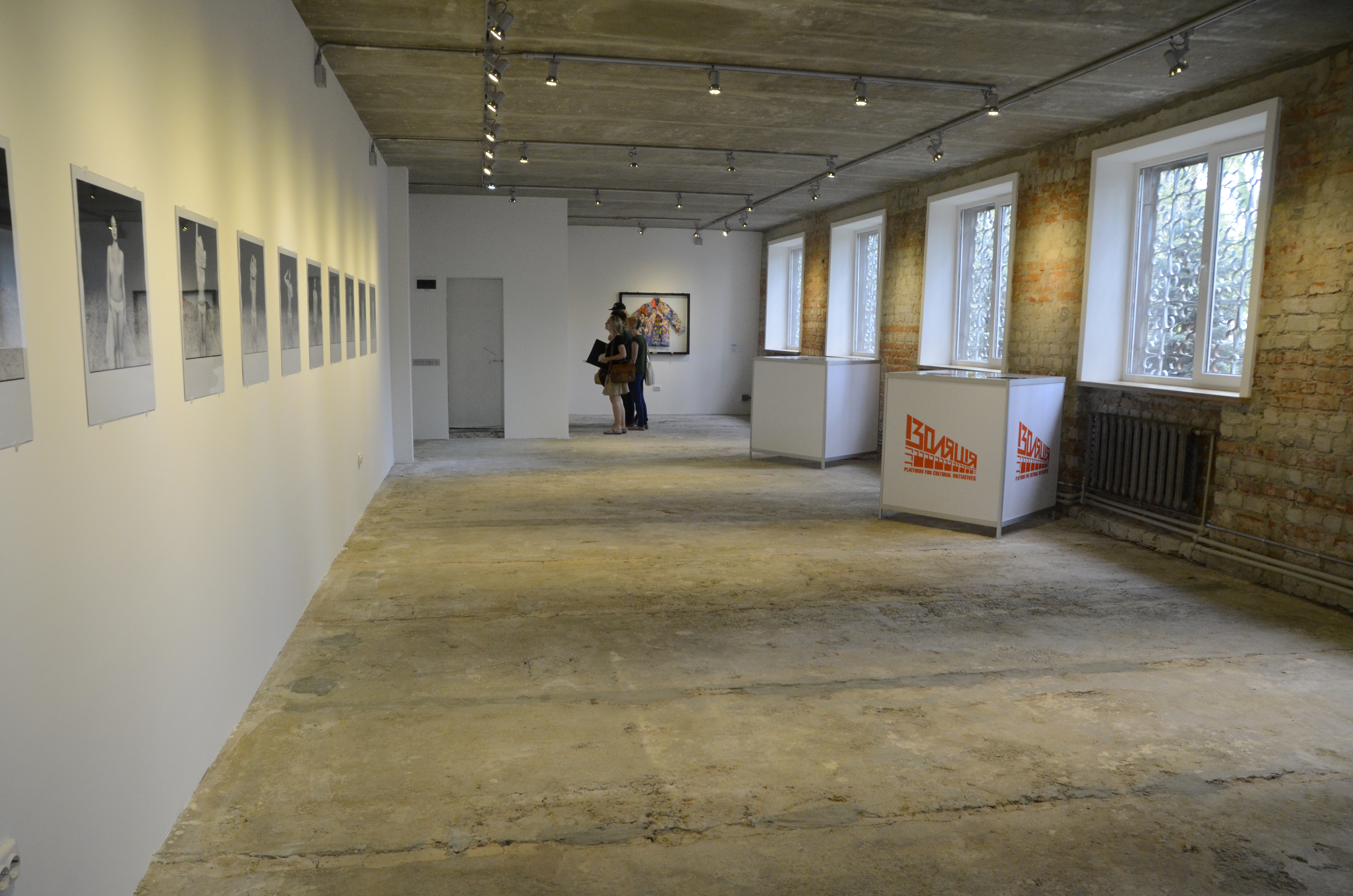
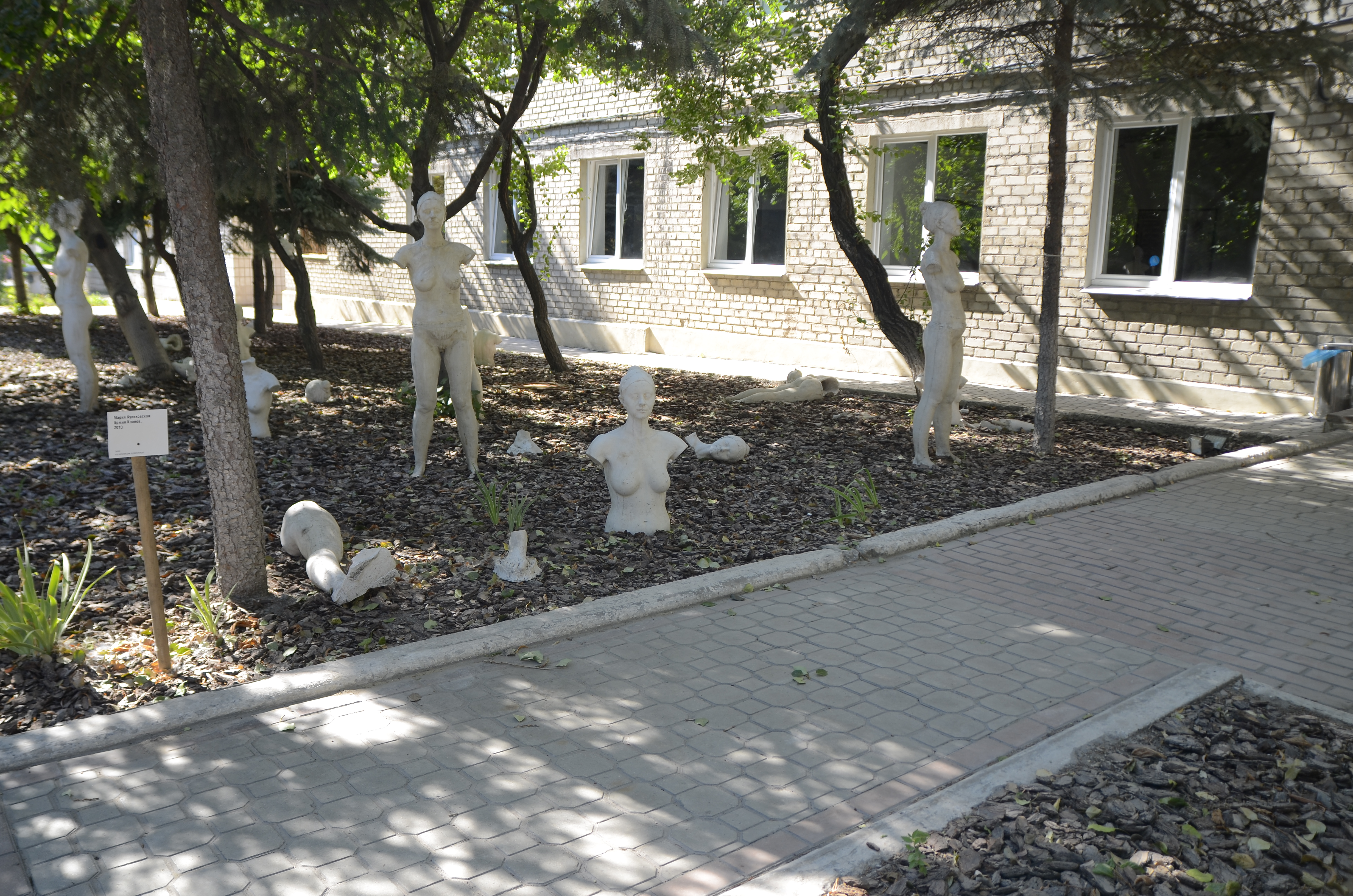
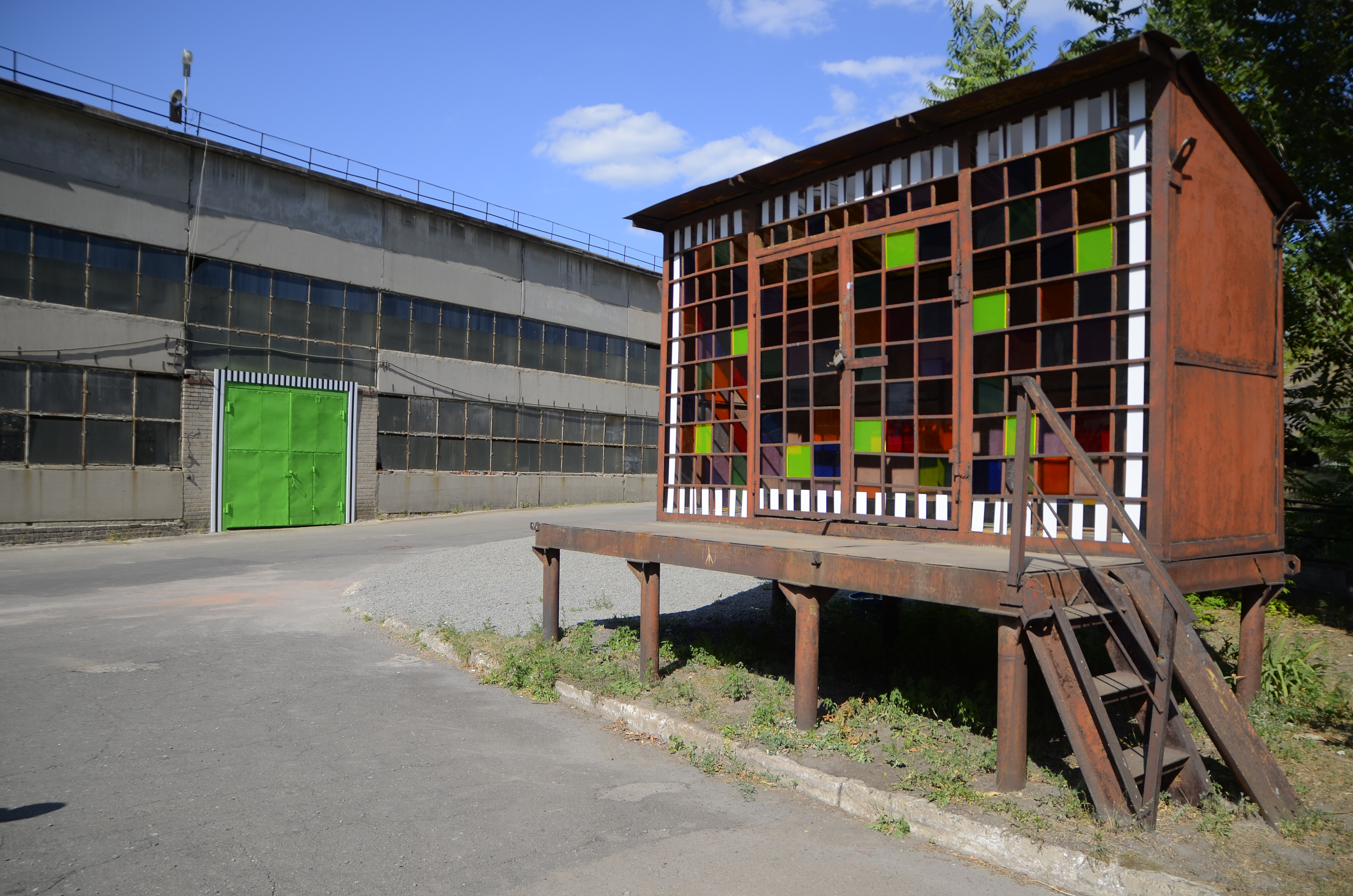